# Gabriela Beňačková
Gabriela Beňačková-Čápová es una soprano lírica eslovaca nacida el 25 de marzo de 1947 en el área de Bratislava.
Poseedora de una voz de soprano lírica de gran flexibilidad y caudal integra un distinguido grupo de cantantes compatriotas entre los que se destacan las sopranos Lucia Popp, Edita Gruberová y el tenor Peter Dvorsky.
Considerada una de las supremas intérpretes del repertorio lírico centro-europeo, se ha destacado también en repertorio italiano y alemán. 
Debutó en 1970 en la ópera de Prokófiev Guerra y paz. Actuó en la Ópera de París, el Metropolitan Opera de Nueva York en 1991, la Ópera de San Francisco, el Covent Garden de Londres en 1979, el Teatro Colón de Buenos Aires en 1976, la Wiener Staatsoper de Viena y otras importantes casas líricas, así como en el Teatro Nacional de Praga, donde cantó para su reapertura la ópera Libuse de Bedřich Smetana.
En Carnegie Hall de Nueva York protagonizó una famosa versión de concierto de Jenůfa junto a Leonie Rysanek, registrada en CD.
Sus más famosos personajes han sido Jenůfa y Katia Kabanová de Leoš Janáček, Rusalka de Antonín Dvořák, La novia vendida de Bedřich Smetana, Tatiana de Eugene Onegin de Chaikovski. 
Se ha destacado como Margarita en Fausto de Gounod y Mefistofele de Boito junto a Samuel Ramey, Maddalena en Andrea Chénier de Giordano junto a Plácido Domingo, Desdemona de Otello (Verdi), Leonora de Fidelio (Beethoven), Elisabeth de Tannhäuser (Wagner) y obras sacras y sinfónicas como la Novena Sinfonía de Beethoven, el [[Réquiem] (Verdi)|Réquiem]] de Verdi, la Segunda y Octava sinfonías de Mahler y el Stabat Mater y el Réquiem de Dvorak.
Su voz fue usada en el largometraje La divina Emma que narró la vida de la célebre soprano checa Emmy Destinn (1878-1930) y en la película Driving Miss Daisy cantando el aria a la luna de la ópera Rusalka.
Retirada del canto en 2007 ha sido nombrada directora de la Ópera de Bratislava.

## Principales grabaciones en CD y DVD
- Dvořák, Rusalka, Neumann
- Dvořák, Requiem, Sawallisch
- Smetana, La novia vendida, Kosler
- Smetana, Libuše, Neumann
- Janáček, Jenůfa, Queler
- Janáček, Katia Kabanová, Mackerras
- Beethoven, Fidelio, Covent Garden, Mackerras
- Boito, Mefistofele, Arena
- Verdi, Misa para Rossini, Rilling